# تومي تاكر
تومي تاكر (بالإنجليزية: Tommy Tucker)‏ هو سياسي أمريكي، ولد في 25 مايو 1950. حزبياً، نشط في الحزب الجمهوري. وقد انتخب عضو مجلس ولاية كارولاينا الشمالية.

## وصلات خارجية
- الموقع الرسمي